# Bombardeo de Játiva
El Bombardeo de Játiva fue un ataque aéreo de la Aviación Legionaria sobre la ciudad valenciana de Játiva el 12 de febrero de 1939, en el contexto del final de la guerra civil española. El bombardeo afectó principalmente a la estación ferroviaria de la ciudad dejando muy dañada también a la 49.ª Brigada Mixta que era transportada por un convoy ferroviario que atravesaba la estación en el momento del ataque. Debido al gran número de víctimas y destrucción material, algunos autores la han denominado como el Guernica valenciano. Pero, al contrario que el bombardeo de Guernica, el de Játiva es poco conocido y tras el final de la guerra civil quedó en el olvido.

## Antecedentes
Finalizada la ofensiva de Cataluña el 10 de febrero de 1939, si bien se habían detenido las ofensivas franquistas, estos continuaron su campaña de bombardeos aéreos contra la retaguardia republicana. A estas alturas, la desmoralización de la zona republicana era enorme y esta se incrementaba ante la incapacidad de la Fuerza Aérea republicana para poder oponerse a estos ataques. Durante todo el mes son frecuentes los ataques sobre localidades del levante como Alicante, Gandía, Valencia, Cartagena, Alcoy, Sueca o Denia.

## El bombardeo
El 12 de febrero un grupo de 5 bombarderos Savoia-Marchetti S.M.79 del 27.º Grupo de la Aviación Legionaria, procedentes de Palma de Mallorca, despegaron con destino a Játiva. El día era claro y la visibilidad perfecta.
Hacia las 11:30 de la mañana (otras fuentes señalan el ataque una hora antes) la escuadrilla de bombarderos se acercó a la estación ferroviaria de la ciudad, donde en ese momento estaba entrando un tren militar republicano que transportaba a la 49.ª Brigada Mixta. El convoy iba con destino al Frente de Levante (aunque otras fuentes señalan que su destino era la propia Xàtiva, para que allí los soldados pudieran descansar), y en ese momento había presentes en los andenes una gran multitud de mujeres y niños para recibir a los soldados de la brigada, además del personal ferroviario. En ese momento los aviones lanzaron su carga, siendo arrojadas unas 20 bombas de 250 kg. que cayeron en el terreno de la Estación y los alrededores.
La estación no disponía de baterías antiaéreas y el ataque cogió totalmente por sorpresa a los habitantes de Játiva, dando poco tiempo para que la población pudiera refugiarse.

### Víctimas
Alrededor de 109 personas murieron en el acto, cuyos cadáveres, la mayoría irreconocibles,quedaron en el suelo de la estación. En total, murieron 129 personas entre militares, ferroviarios y civiles (entre ellos 14 mujeres), y más de 200 resultan heridas (decenas de ellas tuvieron que ser trasladadas a hospitales militares de otras localidades, como Onteniente). La mayoría eran soldados de la 49 Brigada Mixta y algunos de otras unidades militares. Muchos testigos relatarían a posteriori la dantesca escena provocada por los numerosos miembros humanos que colgaban de los árboles, con los gritos de los heridos inundando el ambiente. La estación quedó destrozada y las instalaciones ferroviarias gravemente dañadas, incluyendo el tren que transportaba a los soldados republicanos. Quedó formado un gran cráter, en medio de la destrucción.
Las bajas de la Brigada Mixta fueron tan elevadas hasta el punto de que se renunció a su reconstrucción, repartiendo los supervivientes entre otras unidades del Ejército republicano.
El alcalde de Játiva, Jovino Fernández, comunicó al gobernador civil de Valencia:

La ciudad, aparte del consternamiento natural por un suceso de tal importancia, tan brutal como inacostumbrado, ha conservado en todo momento gran serenidad, acudiendo al sepelio de la víctimas el mismo domingo por la tarde, y cuya presidencia figuró el que suscribe, sin que como consecuencia de lo acaecido se hayan producido incidentes

## Homenajes
En el año 2007 fue erigido un monumento en conmemoración de las víctimas del bombardeo, el Aixopluc, del artista setabense Miquel Mollà. El monumento, de más de tres metros de altura y tallado en hierro, ha sido financiado por el Consejo de la Joventud de Játiva y por aportaciones particulares.